# TeeRex presents さらば青春の光 東ブクロのSKUX GOLF
TeeRex presents さらば青春の光 東ブクロのSKUX GOLFは、FM大阪で2022年7月2日から2022年12月31日まで放送されていた番組。TeeRexの提供。DJはさらば青春の光・東ブクロ。アシスタントは久保葵。番組ハッシュタグは #スカゴル・#朝ブクロ。

## 概要
かっこいいゴルフをテーマに、SKUXなアイテムや、SKUX なTIPSを紹介していく、新感覚のゴルフ番組。
「SKUX（スカックス）」という言葉は「気になる相手を魅了することに長けた人」を意味するニュージーランドのスラング。

## 出演者
- 東ブクロ（さらば青春の光）
- 久保葵
- タクト（TeeRex広報部）